# Гайневальде
Гайневальде (нім. Hainewalde) — громада в Німеччині, розташована в землі Саксонія. Входить до складу району Герліц. Складова частина об'єднання громад Гросшенау-Гайневальде.
Площа — 12,96 км2. Населення становить 1511 ос. (станом на 31 грудня 2020).

## Галерея

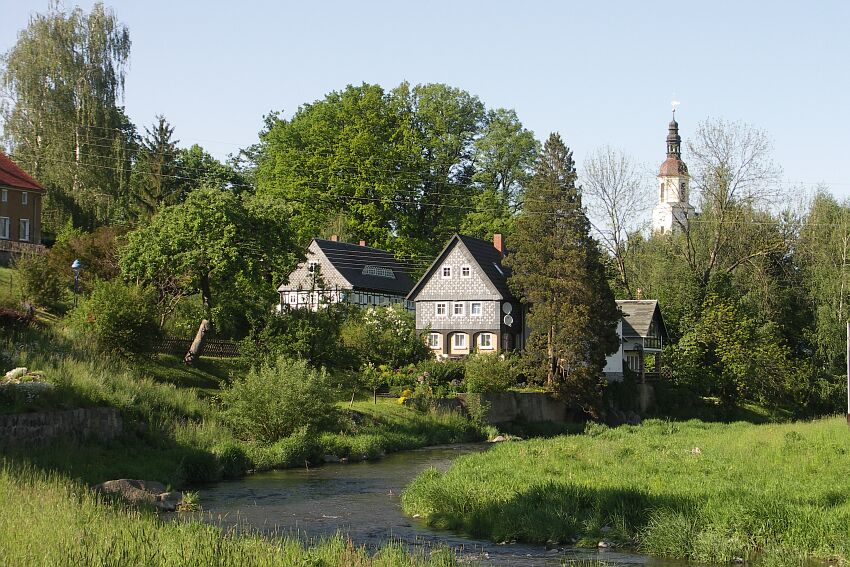
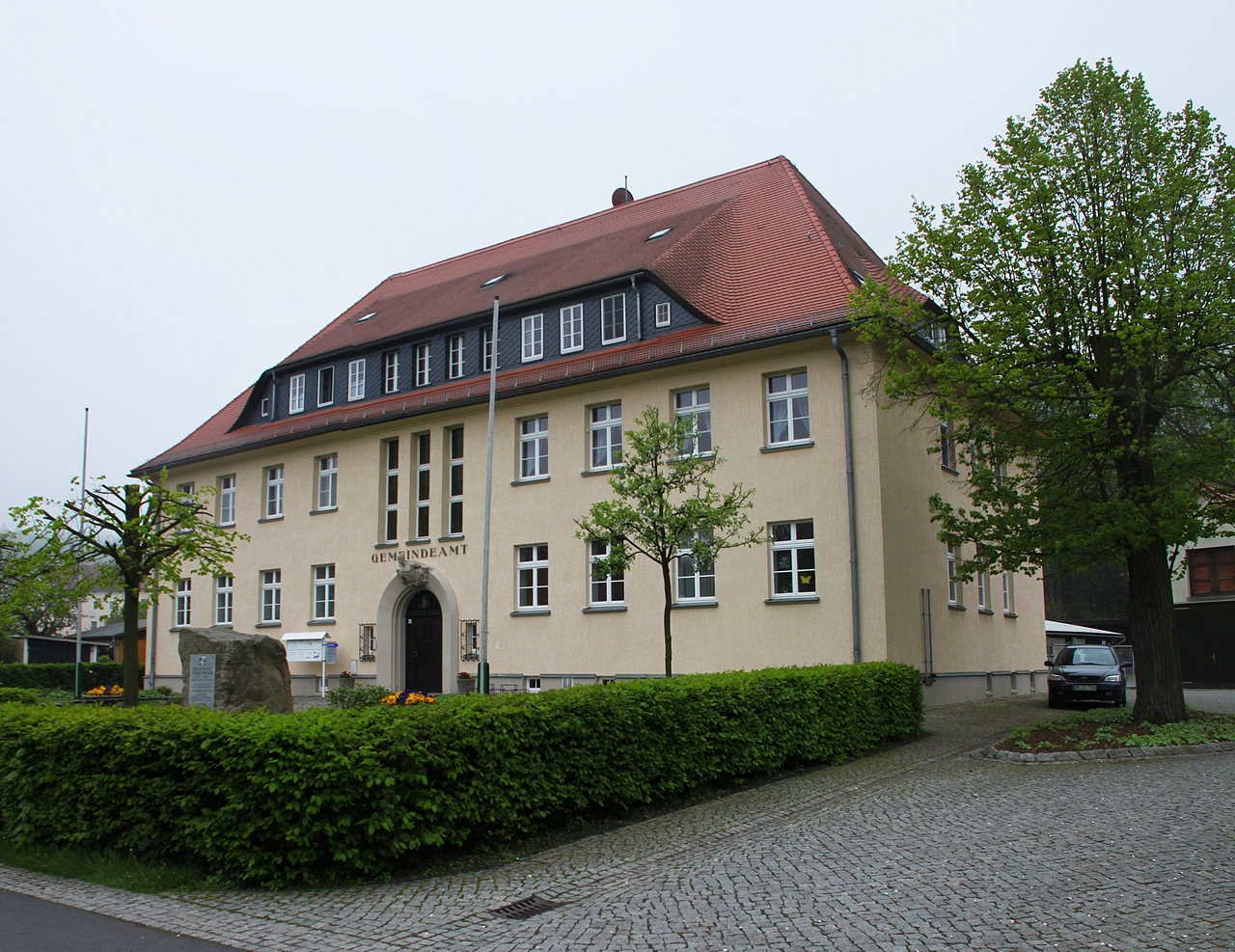
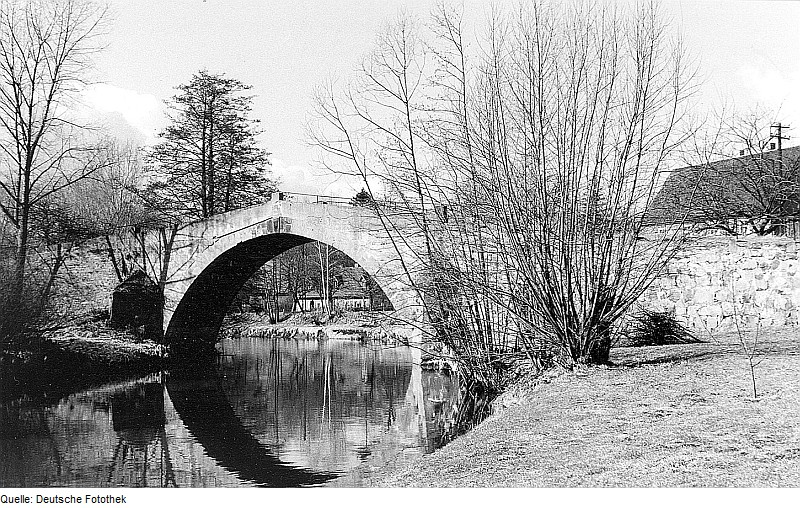
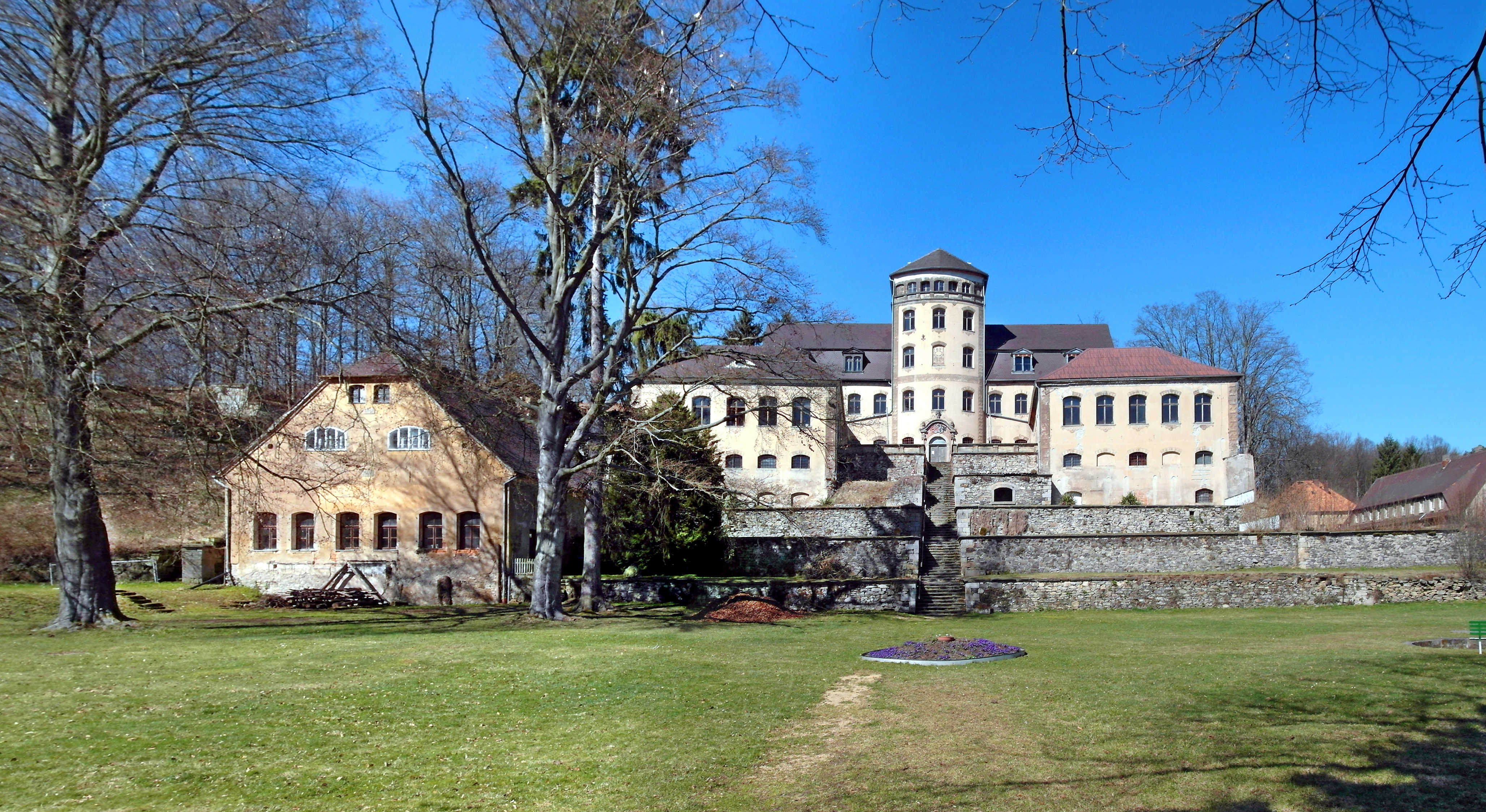